# Редулешть (Вранча)
Редулешть, Редулешті (рум. Rădulești) — село у повіті Вранча в Румунії. Входить до складу комуни Винеторі.
Село розташоване на відстані 173 км на північний схід від Бухареста, 10 км на північний схід від Фокшан, 66 км на північний захід від Галаца, 132 км на схід від Брашова.

## Населення
За даними перепису населення 2002 року у селі проживали 877 осіб, усі — румуни. Усі жителі села рідною мовою назвали румунську.